# Valer
Valer es una localidad del municipio de Gallegos del Río, en la provincia de Zamora, comunidad autónoma de Castilla y León (España).

## Geografía
Se encuentra ubicada en una hondonada junto al río Riofrío y su iglesia se encuentra dentro del núcleo urbano, junto al puente. La altitud pone 728m en el centro del río, la primera edición del mapa topográfico y ahora da los 730m en la plaza de la punta del puente junto a la iglesia.

## Historia
Durante la Edad Media Valer quedó integrado en el Reino de León, cuyos monarcas habrían acometido la repoblación de la localidad dentro del proceso repoblador llevado a cabo en Aliste. Tras la independencia de Portugal del reino leonés, en 1143, la localidad habría sufrido por su situación geográfica los conflictos entre los reinos leonés y portugués por el control de la frontera, quedando estabilizada la situación en Aliste a inicios del siglo XIII, hecho reforzado por la firma del Tratado de Alcañices en 1297.
Posteriormente, en la Edad Moderna, Valer estuvo integrado en el partido de Alcañices de la provincia de Zamora, tal y como reflejaba en 1773 Tomás López en Mapa de la Provincia de Zamora. Así, al reestructurarse las provincias y crearse las actuales en 1833, la localidad se mantuvo en la provincia zamorana, dentro de la Región Leonesa, integrándose en 1834 en el partido judicial de Alcañices, dependencia que se prolongó hasta 1983, cuando fue suprimido el mismo e integrado en el Partido Judicial de Zamora.
Finalmente, en torno a 1850, el antiguo municipio de Valer se integró en el de Gallegos del Río.

## Patrimonio
Existía una ermita donde actualmente se encuentra la iglesia nueva, esta última inaugurada en el año 1961. 
La iglesia antigua era parecida a otras que todavía se conservan en los pueblos de la zona como Fornillos, Flores, Lober,...etc. Estaba construida toda ella de piedra de granito, especialmente las paredes angulares o esquinas, el presbiterio y en especial la torre, que era esbelta, toda de granito de arriba abajo y con unas formas muy elegantes, como todas las iglesias que había en los pueblos vecinos. Destacaban sus puertas de madera de roble con unas bisagras y herrajes muy bonitos, según los recuerdos de muchas personas. Se tiró debido a que por los años 50 la torre se encontraba bastante inclinada, amenazando ruina.
Hoy día se hubiera reparado, como han hecho con otras y tendríamos un pequeño monumento bastante valioso en Valer. En el interior destacaba su retablo barroco, algo apolillado y necesitado de reforma como todos los de aquella época. Tenía también un par de altares laterales del mismo estilo. Su artesonado era normal. Junto a ella había un pequeño cementerio, pero como resultaba insuficiente construyeron el actual, que muchos de nosotros siempre hemos conocido.

## Fiestas
- Santa Eulalia, el 10 de septiembre.